# Гат (Белище)
45°42′ пн. ш. 18°19′ сх. д. / 45.70° пн. ш. 18.32° сх. д.
Гат (хорв. Gat) — населений пункт у Хорватії, в Осієцько-Баранській жупанії у складі міста Белище.

## Населення
Населення за даними перепису 2021 року становило 608 осіб.
Динаміка чисельності населення поселення:

## Клімат
Середня річна температура становить 11,04 °C, середня максимальна – 25,56 °C, а середня мінімальна – -6,19 °C. Середня річна кількість опадів – 646 мм.
| Клімат поселення                              | Клімат поселення | Клімат поселення | Клімат поселення | Клімат поселення | Клімат поселення | Клімат поселення | Клімат поселення | Клімат поселення | Клімат поселення | Клімат поселення | Клімат поселення | Клімат поселення | Клімат поселення |
| Показник                                      | Січ.             | Лют.             | Бер.             | Квіт.            | Трав.            | Черв.            | Лип.             | Серп.            | Вер.             | Жовт.            | Лист.            | Груд.            |                  |
| Середній максимум, °C                         | 5,74             | 7,96             | 12,66            | 17,28            | 22,38            | 25,56            | 25,20            | 24,80            | 20,66            | 15,23            | 9,21             | 5,24             |                  |
| Середня температура, °C                       | −0,2             | 2,00             | 6,70             | 11,30            | 16,41            | 19,60            | 21,22            | 20,90            | 16,70            | 11,30            | 5,30             | 1,30             |                  |
| Середній мінімум, °C                          | −6,19            | −3,98            | 0,71             | 5,34             | 10,45            | 13,63            | 17,31            | 16,92            | 12,80            | 7,38             | 1,36             | −2,6             |                  |
| Норма опадів, мм                              | 39               | 35               | 38               | 50               | 62               | 83               | 61               | 60               | 51               | 55               | 62               | 50               |                  |
| Середньомісячна швидкість вітру, м/с          | 2.40             | 2.60             | 2.90             | 2.80             | 2.50             | 2.30             | 2.20             | 2.00             | 2.00             | 2.10             | 2.30             | 2.40             |                  |
| Середньомісячна сонячна радіація, кДж/м²·день | 4195             | 6898             | 10787            | 15423            | 19302            | 21498            | 22168            | 20126            | 14834            | 9175             | 4689             | 3461             |                  |
| --------------------------------------------- | ---------------- | ---------------- | ---------------- | ---------------- | ---------------- | ---------------- | ---------------- | ---------------- | ---------------- | ---------------- | ---------------- | ---------------- | ---------------- |
| Джерело:                                      |                  |                  |                  |                  |                  |                  |                  |                  |                  |                  |                  |                  |                  |